# 해리 힉콕스
해리 힉콕스(Harry Hickox, 1910년 10월 22일 ~ 1994년 6월 3일)는 미국의 배우, 영화배우이다.
로스앤젤레스에서 사망하였다.

## 영화
- 코작 (1973년)
- 북극의 제왕 (1973년)
- 제12순찰대 (1968년)
- 웨어 워 유 웬 더 라이트 웬 아웃? (1968년)
- 스피드웨이 (1968년)
- 스프릿 (1968년)
- 아이언 사이드 (1967년)
- FBI (1965년)
- 샤이안 (1964년)
- 뮤직 맨 (1962년)
- 보난자 (1959년)
- 텍사스 결사대 (1955년)
- 용감한 린티 (1954년)